# Valerij Nikolajevskij

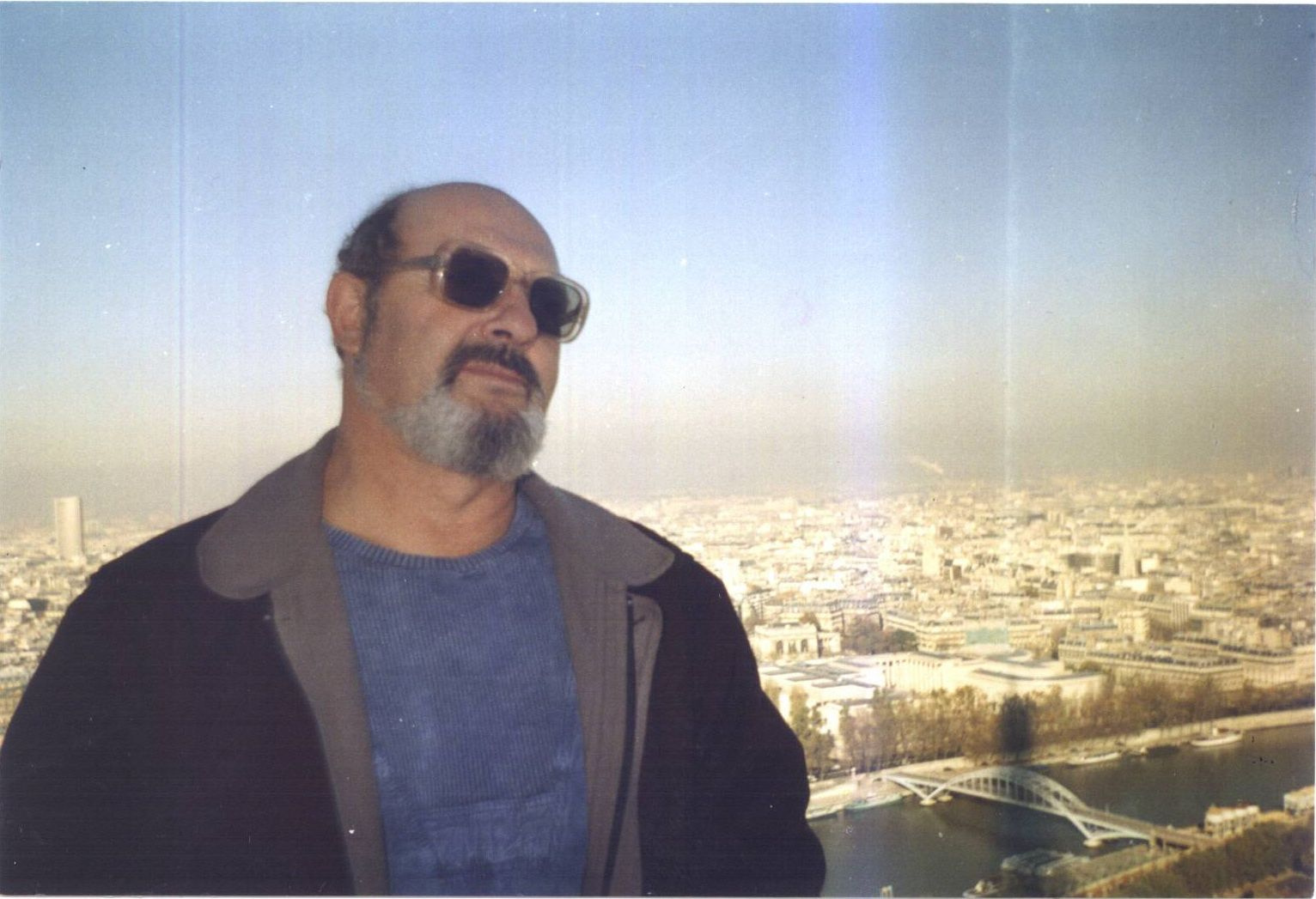
Valerij Nikolaevskij

Valerij Michailovitj Nikolajevskij (ryska: Валерий Михайлович Николаевский), född 31 juli 1939 i Moskva, dåvarande Sovjetunionen, är en rysk författare och poet.

## Biografi
Valerij Nikolajevskij föddes i Moskva på "Krasnaja Presna". Vid femton års ålder började han arbeta för det kommunistiska partiet i Altai och Sibirien. Senare hade han andra jobb, bland annat som byggnadsarbetare och ett tag inom den ryska civilflottan. Nikolajevskij blev också ledare för en ung kommunistisk grupp i Tjuktjien, men på grund av hans kritik av den sovjetiska ledaren Nikita Chrusjtjov blev han utesluten från gruppen. 
Senare blev han chef för teater-, litteraturgruppen och "kreativa intelligensklubben" i Toljatti, Samara. 1987 blev han chef för det nya historiska litterära centret Repinhuset vid Volga. 
Nikolajevskij fortsatte med att skriva viktiga historiska verk om det tidiga ryska imperiet och om antika Rom. Hans ryska roman "Jag, syndare, med sanningens ord" censurerades i Ryssland under mer än 22 år. Under Michail Gorbatjovs tid vid makten publicerades slutligen romanen, men då denne tvingats avgå upphörde tryckningen av romanen. Nikolajevskijs bok "Kremls hemligheter - från KGB:s hemliga arkiv" är ännu 2009 opublicerad i Ryssland på grund av politiska påtryckningar. 
Efter Sovjetunionens fall flydde han först till Israel och bosatte sig senare i Österrike. Han stannade kvar i Wien efter att där ha genomgått en hjärtoperation.